# Vyšehořovice
Vyšehořovice (deutsch Wischerowitz) ist eine Gemeinde in Tschechien. Sie liegt sechs Kilometer südlich von Čelákovice und gehört zum Okres Praha-východ. Im Dorf befinden sich drei mittelalterliche Ruinen, die seit dem 17. Jahrhundert dem Verfall preisgegeben sind.

## Geographie
Vyšehořovice befindet sich linksseitig über dem Tal der Výmola am Übergang des Mittelböhmischen Berglandes zur Böhmischen Tafel. Östlich des Dorfes erhebt sich der Hügel Svědčí hůra (252 m) und im Nordosten der Skřivánek (243 m). Nördlich führt die Autobahn D 11/E 67 vorbei, die nächste Abfahrt 8 liegt bei Jirny. Südlich des Dorfes befinden sich mehrere stillgelegte Steinbrüche, im Westen werden Tongruben betrieben.
Nachbarorte sind Kozovazy im Norden, Nový Dvůr im Nordosten, Vykáň im Osten, Černíky im Südosten, Břežany II und Tuklaty im Süden, Tlustovousy und Horoušany im Südwesten, Jirny im Westen sowie Nehvizdy und Nehvízdky im Nordwesten.

## Geschichte
Die erste schriftliche Erwähnung von Wissegoreuiric erfolgte im Jahre 1178, als Herzog Soběslav II. den zuvor den Herren von Vratišov gehörigen Vorwerkshof dem Kollegiatskapitel auf dem Vyšehrad überließ. Das mit einem regelmäßigen Grundriss angelegte Dorf entstand wahrscheinlich im Zuge der Kolonisation in der zweiten Hälfte des 13. Jahrhunderts. Im 14. Jahrhundert erfolgte der Bau der Kirche und auf dem Vorwerkshof entstand ein mächtiges Kastell mit prismatischen Turm, das Sitz der Vladiken von Vyšehořovice wurde. Das Dorf befand sich teilweise im Besitz des Kapitels, der andere Teil gehörte zum Kastell. Seit 1391 ist auch die Ansiedlung Kozowaz urkundlich nachweisbar.
Zum Ende des 14. Jahrhunderts war auch der kirchliche Anteil an die Vladiken von Vyšehořovice gelangt. Nachdem Prokop von Vyšehořovice seinen Sitz nach Nehvizdy verlegt hatte, wurde der Bürger der Prager Altstadt Zikmund Rokycanský († 1413) Besitzer des Kastells. In den nachfolgenden hundert Jahren wechselten die Besitzer des Vladikensitzes mehrfach. 1524 kauften die Prager Neustadt und Altstadt die Güter als gemeinschaftlichen Besitz. Drei Jahre später kam Vyšehořovice bei der Gütertrennung zwischen beiden Städten zur Neustadt. Wegen Beteiligung am antihabsburgischen Aufstand konfiszierte Ferdinand I. 1547 deren Güter. Vyšehořovice wurden den böhmischen Kronherrschaft Přerov nad Labem angeschlossen und das Kastell diente fortan nicht mehr als Residenz, sondern als Wirtschaftshof. 1601 erhielt Maria Magdalena von Lobkowicz die Güter als Pfand für ein Darlehen an Kriegskasse und seit 1608 gehörte Vyšehořovice auch erblich ihrem Mann Jan Rudolf Trčka von Lípa, dem Besitzer der Herrschaft Kounice. Während des Dreißigjährigen Krieges wurde das Dorf von den Truppen des schwedischen Generals Banér verwüstet. 1665 erlosch die Pfarre, sie wurde 1765 erneuert und in den Jahren 1769–1770 eine neue Kirche erbaut. Ab 1760 waren die Liechtensteiner Besitzer des Dorfes. 1799 schlug das russische Heer des Marschalls Suworow auf dem Rückzug aus Italien und der Schweiz in der Gegend sein Winterquartier auf.
Nach der Aufhebung der Patrimonialherrschaften bildete Vyšehořovice ab 1850 eine politische Gemeinde im Bezirk Český Brod. Seit 1961 gehört die Gemeinde zum Okres Praha-východ.

## Gemeindegliederung
Die Gemeinde Vyšehořovice besteht aus den Ortsteilen Kozovazy (Kosowas) und Vyšehořovice (Wischerowitz) sowie der Ansiedlung Župava.

## Sehenswürdigkeiten
- Ruine des Kastells auf dem Gut
- Ruine der romanisch-gotischen Kirche St. Martin, neben der neuen Kirche. Sie wurde 1329 durch den Prager Weihbischof Přibyslav geweiht. 1677 brannte die Kirche zusammen mit dem Glockenturm ab. Da die Pfarre 1665 aufgehoben und das Dorf nach Bříství gepfarrt wurde, wurde die Kirche nicht wieder aufgebaut
- barocke Kirche St. Martin, nachdem 1768 die Pfarre erneuert worden war, erfolgte der Abbruch des größten Teils der Kirchenruine und neben ihren Resten entstand in den Jahren 1769–1770 eine neue Kirche
- Ruine des gotischen Glockenturms, westlich der Kirche. Der mächtige steinerne Bau mit viereckigem Grundriss entstand wahrscheinlich in der zweiten Hälfte des 15. Jahrhunderts. Er wurde beim Kirchbrand von 1677 ebenfalls zerstört und blieb eine Ruine.
- barocke Statue des hl. Johannes von Nepomuk aus dem Jahre 1777, am Dorfplatz

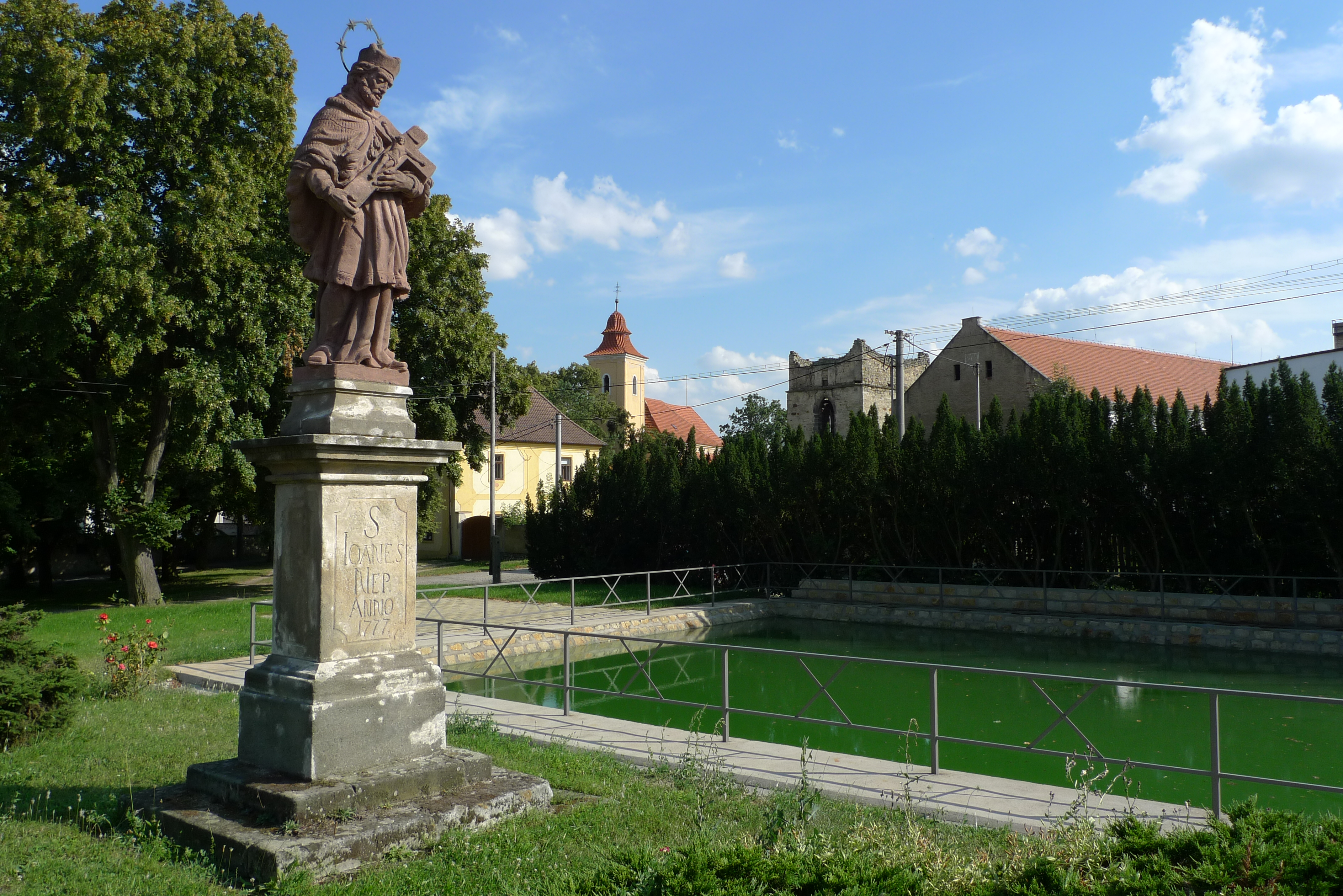
Dorfplatz von Vyšehořovice mit Statue des hl. Johannes von Nepomuk, Kirche St. Martin, Löschbassin und Ruine des Glockenturms
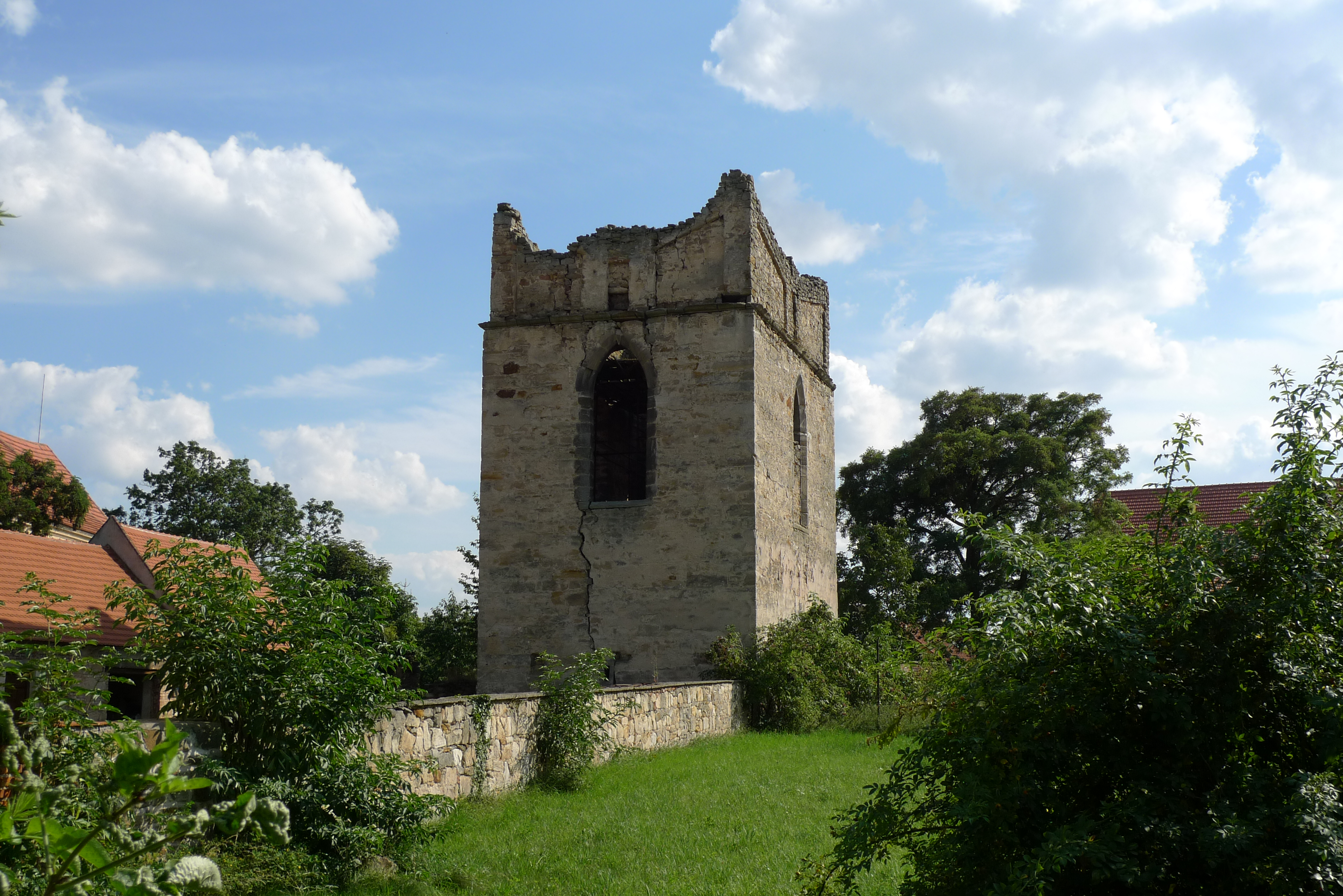
Ruine des Glockenturms
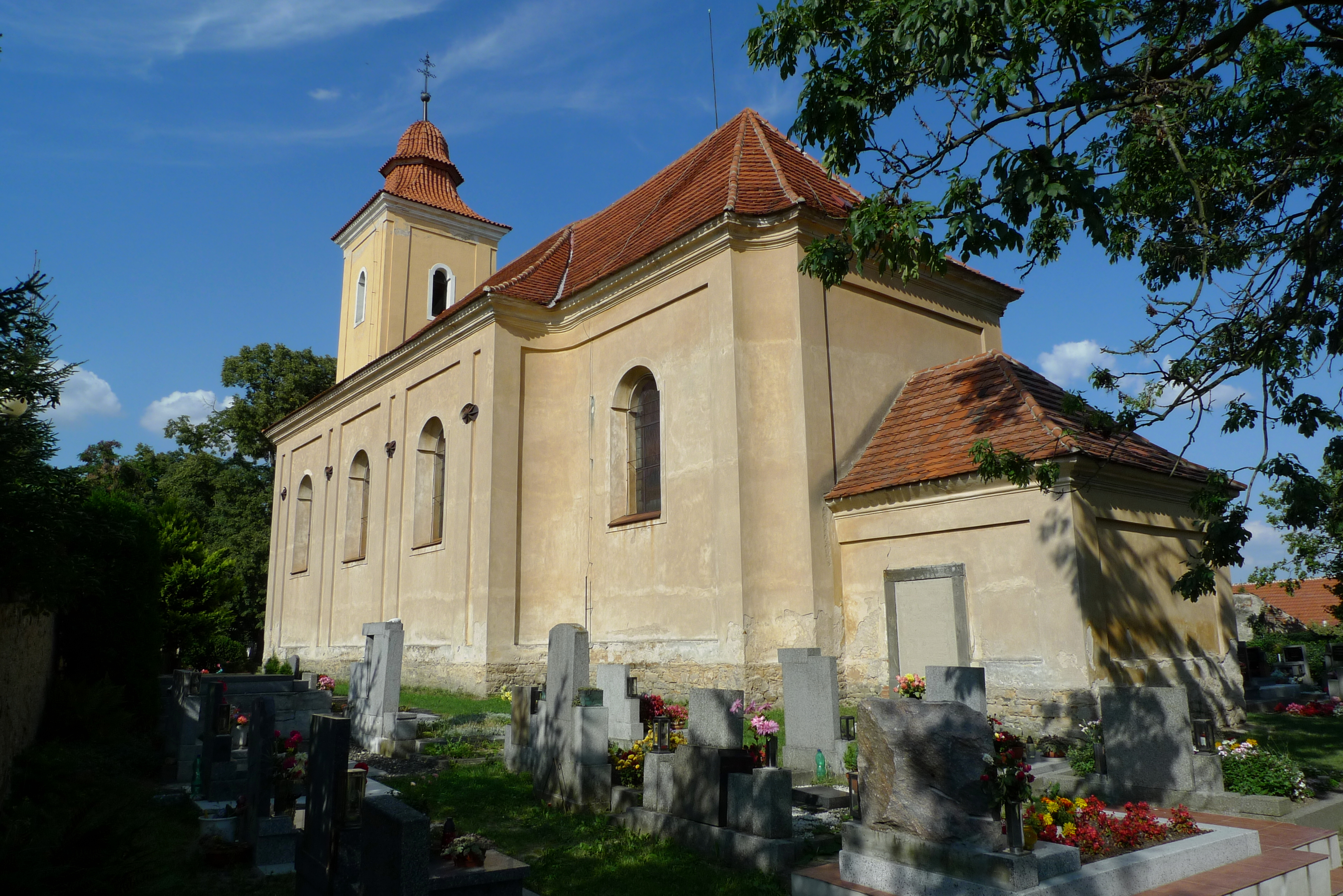
Kirche St. Martin